# Episoder af Glee
Glee er en musikalsk komedie-drama tv-serie, som i USA vises på kanalen FOX. Den blev skabt af Ryan Murphy, Brad Falchuk og Ian Brennan. Showet blev indledt med en pilotepisode, som blev sendt den 19. maj 2009, mens sæsonen i øvrigt startede med en episode den 9. september 2009. FOX bestilte oprindelig tretten episoder af Glee for at få showet klar til en fuld sæson med planlagt start den 21. september 2009, men bestilte yderligere ni episoder. Den resterende del af den første sæson blev vist ni uger i træk fra den 13. april 2010 og sluttede den 8. juni 2010, da sæsonfinalen blev transmitteret. Serien er nu i gang med sin sjette sæson.
Serien fokuserer på en high school showkor , også kendt som en Glee Club, på den fiktive William McKinley High School i Lima, Ohio. Will Schuester (Matthew Morrison) overtager koret efter den tidligere lærer (Stephen Tobolowsky), som er fyret for upassende samvær med en mandlig elev. Sammen med en gruppe af utilpassede teenagere forsøger Will at genskabe koret i sin tidligere herlighed, mens hans følelser udvikler sig for hans kollega Emma (Jayma Mays); samtidig skal han forsvare korets eksistens overfor cheerleadertræner Sue Sylvester (Jane Lynch). Serien sætter i høj grad fokus på de studerende i koret: deres relationer som par, deres kærlighed til sang og ønsket om popularitet, som skaber konflikter på grund af deres medlemskab af en lav-status klub, samt på de mange omskiftelser i livet på en high school og som en teenager.

## Serieoversigt
| Sæson | Sæson | Episoder | Oprindeligt sendt  | Oprindeligt sendt |
| Sæson | Sæson | Episoder | Første sendedato   | Sidste sendedato  |
| ----- | ----- | -------- | ------------------ | ----------------- |
|       | 1     | 22       | 19. maj 2009       | 8. juni 2010      |
|       | 2     | 22       | 21. september 2010 | 24. maj 2011      |
|       | 3     | 22       | 20. september 2011 | 22. maj 2012      |
|       | 4     | 22       | 13. september 2012 | 9. maj 2013       |
|       | 5     | 20       | 26. september 2013 | 13. maj 2014      |
|       | 6     | 13       | 9. januar 2015     | 20. marts 2015    |

## Afsnit

### Sæson 1 (2009–10)
| Nr. i serie | Nr. i sæson | Titel                  | Instruktør          | Forfatter                                | Oprindelig sendedato | Produktionskode | Amerikanske seere (i millioner) |
| ----------- | ----------- | ---------------------- | ------------------- | ---------------------------------------- | -------------------- | --------------- | ------------------------------- |
| 1           | 1           | "Pilot"                | Ryan Murphy         | Ryan Murphy & Brad Falchuk & Ian Brennan | 19. maj 2009         | 1ARC79          | 9.62                            |
| 2           | 2           | "Showmance"            | Ryan Murphy         | Ryan Murphy, Brad Falchuk og Ian Brennan | 9. september 2009    | 1ARC01          | 7.30                            |
| 3           | 3           | "Acafellas"            | John Scott          | Ryan Murphy                              | 16. september 2009   | 1ARC02          | 6.69                            |
| 4           | 4           | "Preggers""            | Brad Falchuk        | Brad Falchuk                             | 23. september 2009   | 1ARC03          | 6.64                            |
| 5           | 5           | "The Rhodes Not Taken" | John Scott          | Ian Brennan                              | 30. september 2009   | 1ARC04          | 7.40                            |
| 6           | 6           | "Vitamin D"            | Elodie Keene        | Ryan Murphy                              | 7. oktober 2009      | 1ARC05          | 7.28                            |
| 7           | 7           | "Throwdown"            | Ryan Murphy         | Brad Falchuk                             | 14. oktober 2009     | 1ARC06          | 7.65                            |
| 8           | 8           | "Mash-Up"              | Elodie Keene        | Ian Brennan                              | 21. oktober 2009     | 1ARC07          | 7.15                            |
| 9           | 9           | ""Wheels""             | Paris Barclay       | Ryan Murphy                              | 11. november 2009    | 1ARC08          | 7.53                            |
| 10          | 10          | "Ballad"               | Brad Falchuk        | Brad Falchuk                             | 18. november 2009    | 1ARC09          | 7.36                            |
| 11          | 11          | "Hairography"          | Bill D'Elia         | Ian Brennan                              | 25. november 2009    | 1ARC10          | 6.17                            |
| 12          | 12          | "Mattress"             | Elodie Keene        | Ryan Murphy                              | 2. december 2009     | 1ARC11          | 8.14                            |
| 13          | 13          | "Sectionals"           | Brad Falchuk        | Brad Falchuk                             | 9. december 2009     | 1ARC12          | 8.13                            |
| 14          | 14          | "Hell-O"               | Brad Falchuk        | Ian Brennan                              | 13. april 2010       | 1ARC13          | 13.66                           |
| 15          | 15          | "The Power of Madonna" | Ryan Murphy         | Ryan Murphy                              | 20. april 2010       | 1ARC14          | 12.98                           |
| 16          | 16          | "Home"                 | Paris Barclay       | Brad Falchuk                             | 27. april 2010       | 1ARC15          | 12.18                           |
| 17          | 17          | "Bad Reputation"       | Elodie Keene        | Ian Brennan                              | 4. maj 2010          | 1ARC16          | 11.62                           |
| 18          | 18          | "Laryngitis"           | Alfonso Gomez-Rejon | Ryan Murphy                              | 11. maj 2010         | 1ARC17          | 11.57                           |
| 19          | 19          | ""Dream On""           | Joss Whedon         | Brad Falchuk                             | 18. maj 2010         | 1ARC18          | 11.47                           |
| 20          | 20          | "Theatricality"        | Ryan Murphy         | Ryan Murphy                              | 25. maj 2010         | 1ARC20          | 11.49                           |
| 21          | 21          | "Funk"                 | Elodie Keene        | Ian Brennan                              | 1. juni 2010         | 1ARC19          | 8.99                            |
| 22          | 22          | "Journey to Regionals" | Brad Falchuk        | Brad Falchuk                             | 8. juni 2010         | 1ARC21          | 10.92                           |

### Sæson 2 (2010–11)
| Nr. i serie | Nr. i sæson | Titel                        | Instruktør          | Forfatter                                                | Oprindelig sendedato | Produktionskode | Amerikanske seere (i millioner) |
| ----------- | ----------- | ---------------------------- | ------------------- | -------------------------------------------------------- | -------------------- | --------------- | ------------------------------- |
| 23          | 1           | "Audition""                  | Brad Falchuk        | Ian Brennan                                              | 21. september 2010   | 2ARC01          | 12.45                           |
| 24          | 2           | "Britney/Brittany"           | Ryan Murphy         | Ryan Murphy                                              | 28. september 2010   | 2ARC02          | 13.51                           |
| 25          | 3           | "Grillede Cheesus"           | Alfonso Gomez-Rejon | Brad Falchuk                                             | 5. oktober 2010      | 2ARC03          | 11.20                           |
| 26          | 4           | "Duets"                      | Eric Stoltz         | Ian Brennan                                              | 12. oktober 2010     | 2ARC04          | 11.36                           |
| 27          | 5           | "The Rocky Horror Glee Show" | Adam Shankman       | Story: Ryan Murphy & Tim Wollaston Teleplay: Ryan Murphy | 26. oktober 2010     | 2ARC05          | 11.76                           |
| 28          | 6           | "Never Been Kissed"          | Bradley Buecker     | Brad Falchuk                                             | 9. november 2010     | 2ARC06          | 10.99                           |
| 29          | 7           | "The Substitute"             | Ryan Murphy         | Ian Brennan                                              | 16. november 2010    | 2ARC07          | 11.70                           |
| 30          | 8           | "Furt"                       | Carol Banker        | Ryan Murphy                                              | 23. november 2010    | 2ARC08          | 10.41                           |
| 31          | 9           | "Special Education"          | Paris Barclay       | Brad Falchuk                                             | 30. november 2010    | 2ARC09          | 11.68                           |
| 32          | 10          | "A Very Glee Christmas"      | Alfonso Gomez-Rejon | Ian Brennan                                              | 7. december 2010     | 2ARC10          | 11.07                           |
| 33          | 11          | "The Sue Sylvester Shuffle"  | Brad Falchuk        | Ian Brennan                                              | 6. februar 2011      | 2ARC11          | 26.80                           |
| 34          | 12          | "Silly Love Songs"           | Tate Donovan        | Ryan Murphy                                              | 8. februar 2011      | 2ARC12          | 11.58                           |
| 35          | 13          | "Comeback"                   | Bradley Buecker     | Ryan Murphy                                              | 15. februar 2011     | 2ARC13          | 10.53                           |
| 36          | 14          | "Blame It on the Alcohol"    | Eric Stoltz         | Ian Brennan                                              | 22. februar 2011     | 2ARC14          | 10.58                           |
| 37          | 15          | "Sexy"                       | Ryan Murphy         | Brad Falchuk                                             | 8. marts 2011        | 2ARC15          | 11.92                           |
| 38          | 16          | "Original Song"              | Bradley Buecker     | Ryan Murphy                                              | 15. marts 2011       | 2ARC16          | 11.15                           |
| 39          | 17          | "A Night of Neglect"         | Carol Banker        | Ian Brennan                                              | 19. april 2011       | 2ARC17          | 9.80                            |
| 40          | 18          | "Born This Way"              | Alfonso Gomez-Rejon | Brad Falchuk                                             | 26. april 2011       | 2ARC18          | 8.62                            |
| 41          | 19          | "Rumours"                    | Tim Hunter          | Ryan Murphy                                              | 3. maj 2011          | 2ARC19          | 8.85                            |
| 20          | 42          | "Prom Queen"                 | Eric Stoltz         | Ian Brennan                                              | 10. maj 2011         | 2ARC20          | 9.29                            |
| 43          | 21          | "Funeral"                    | Bradley Buecker     | Ryan Murphy                                              | 17. maj 2011         | 2ARC21          | 8.97                            |
| 44          | 22          | "New York"                   | Brad Falchuk        | Brad Falchuk                                             | 24. maj 2011         | 2ARC22          | 11.8011.80                      |

### Sæson 3 (2011–12)
| Nr. i serie | Nr. i sæson | Titel                           | Instruktør          | Forfatter              | Oprindelig sendedato | Produktionskode | Amerikanske seere (i millioner) |
| ----------- | ----------- | ------------------------------- | ------------------- | ---------------------- | -------------------- | --------------- | ------------------------------- |
| 45          | 1           | "The Purple Piano Project"      | Eric Stoltz         | Brad Falchuk           | 20. september 2011   | 3ARC01          | 9.21                            |
| 46          | 2           | "I Am Unicorn"                  | Brad Falchuk        | Ryan Murphy            | 27. september 2011   | 3ARC02          | 8.60                            |
| 46          | 3           | "Asian F"                       | Alfonso Gomez-Rejon | Ian Brennan            | 4. oktober 2011      | 3ARC03          | 8.42                            |
| 48          | 4           | "Pot o' Gold"                   | Adam Shankman       | Ali Adler              | 1. november 2011     | 3ARC04          | 7.47                            |
| 49          | 5           | "The First Time"                | Bradley Buecker     | Roberto Aguirre-Sacasa | 8. november 2011     | 3ARC05          | 6.91                            |
| 50          | 6           | "Mash Off"                      | Eric Stoltz         | Michael Hitchcock      | 15. november 2011    | 3ARC06          | 7.08                            |
| 51          | 7           | "I Kissed a Girl"               | Tate Donovan        | Matthew Hodgson        | 29. november 2011    | 3ARC07          | 7.90                            |
| 52          | 8           | "Hold On to Sixteen"            | Bradley Buecker     | Ross Maxwell           | 6. december 2011     | 3ARC08          | 7.11                            |
| 53          | 9           | "Extraordinary Merry Christmas" | Matthew Morrison    | Marti Noxon            | 13. december 2011    | 3ARC09          | 7.13                            |
| 54          | 10          | "Yes/No"                        | Eric Stoltz         | Brad Falchuk           | 17. januar 2012      | 3ARC10          | 7.50                            |
| 55          | 11          | "Michael"                       | Alfonso Gomez-Rejon | Ryan Murphy            | 31. januar 2012      | 3ARC11          | 9.07                            |
| 56          | 12          | "The Spanish Teacher"           | Paris Barclay       | Ian Brennan            | 7. februar 2012      | 3ARC12          | 7.81                            |
| 57          | 13          | "Heart"                         | Brad Falchuk        | Ali Adler              | 14. februar 2012     | 3ARC13          | 6.99                            |
| 58          | 14          | "On My Way"                     | Bradley Buecker     | Roberto Aguirre-Sacasa | 21. februar 2012     | 3ARC14          | 7.46                            |
| 59          | 15          | "Big Brother"                   | Eric Stoltz         | Michael Hitchcock      | 10. april 2012       | 3ARC15          | 6.76                            |
| 60          | 16          | "Saturday Night Glee-ver"       | Bradley Buecker     | Matthew Hodgson        | 17. april 2012       | 3ARC16          | 6.23                            |
| 61          | 17          | "Dance with Somebody"           | Paris Barclay       | Ross Maxwell           | 24. april 2012       | 3ARC17          | 6.90                            |
| 62          | 18          | "Choke"                         | Michael Uppendahl   | Marti Noxon            | 1. maj 2012          | 3ARC18          | 6.01                            |
| 63          | 19          | "Prom-asaurus"                  | Eric Stoltz         | Ryan Murphy            | 8. maj 2012          | 3ARC19          | 6.67                            |
| 64          | 20          | "Props"                         | Ian Brennan         | Ian Brennan            | 15. maj 2012         | 3ARC20          | 6.09                            |
| 65          | 21          | "Nationals"                     | Eric Stoltz         | Ali Adler              | 15. maj 2012         | 3ARC21          | 6.03                            |
| 66          | 22          | "Goodbye"                       | Brad Falchuk        | Brad Falchuk           | 22. maj 2012         | 3ARC22          | 7.46                            |

### Season 4 (2012–13)
| Nr. i serien | Nr. i sæson | Titel                            | Instruktør          | Forfatter                      | Oprindelig sendedato | Produktionskode | Amerikanske seere (i millioner) |
| ------------ | ----------- | -------------------------------- | ------------------- | ------------------------------ | -------------------- | --------------- | ------------------------------- |
| 67           | 1           | "The New Rachel"                 | Brad Falchuk        | Ryan Murphy                    | 13. september 2012   | 4ARC01          | 7.41                            |
| 68           | 2           | "Britney 2.0"                    | Alfonso Gomez-Rejon | Brad Falchuk                   | 20. september 2012   | 4ARC02          | 7.46                            |
| 69           | 3           | "Makeover"                       | Eric Stoltz         | Ian Brennan                    | 27. september 2012   | 4ARC03          | 5.79                            |
| 70           | 4           | "The Break Up"                   | Alfonso Gomez-Rejon | Ryan Murphy                    | 4. oktober 2012      | 4ARC04          | 6.07                            |
| 71           | 5           | "The Role You Were Born to Play" | Brad Falchuk        | Michael Hitchcock              | 8. november 2012     | 4ARC05          | 5.68                            |
| 72           | 6           | "Glease"                         | Michael Uppendahl   | Roberto Aguirre-Sacasa         | 15. november 2012    | 4ARC06          | 5.22                            |
| 73           | 7           | "Dynamic Duets"                  | Ian Brennan         | Ian Brennan                    | 22. november 2012    | 4ARC07          | 4.62                            |
| 74           | 8           | "Thanksgiving"                   | Bradley Buecker     | Russel Friend & Garrett Lerner | 29. november 2012    | 4ARC08          | 5.39                            |
| 75           | 9           | "Swan Song"                      | Brad Falchuk        | Stacy Traub                    | 6. december 2012     | 4ARC09          | 5.43                            |
| 76           | 10          | "Glee, Actually"                 | Adam Shankman       | Matthew Hodgson                | 13. december 2012    | 4ARC10          | 5.26                            |
| 77           | 11          | "Sadie Hawkins"                  | Bradley Buecker     | Ross Maxwell                   | 24. januar 2013      | 4ARC11          | 6.79                            |
| 78           | 12          | "Naked"                          | Ian Brennan         | Ryan Murphy                    | 31. januar 2013      | 4ARC12          | 5.48                            |
| 79           | 13          | "Diva"                           | Paris Barclay       | Brad Falchuk                   | 7. februar 2013      | 4ARC13          | 6.03                            |
| 80           | 14          | "I Do"                           | Brad Falchuk        | Ian Brennan                    | 14. februar 2013     | 5.13            | 4ARC14                          |
| 81           | 15          | "Girls (and Boys) On Film"       | Ian Brennan         | Michael Hitchcock              | 7. marts 2013        | 4ARC15          | 6.72                            |
| 82           | 16          | "Feud"                           | Bradley Buecker     | Roberto Aguirre-Sacasa         | 14. marts 2013       | 4ARC16          | 5.37                            |
| 83           | 17          | "Guilty Pleasures"               | Eric Stoltz         | Russel Friend & Garrett Lerner | 21. marts 2013       | 4ARC17          | 5.91                            |
| 84           | 18          | "Shooting Star"                  | Bradley Buecker     | Matthew Hodgson                | 11. april 2013       | 4ARC18          | 6.67                            |
| 85           | 19          | "Sweet Dreams"                   | Elodie Keene        | Ross Maxwell                   | 18. april 2013       | 4ARC19          | 6.14                            |
| 86           | 20          | "Lights Out"                     | Paris Barclay       | Ryan Murphy                    | 25. april 2013       | 4ARC20          | 5.24                            |
| 87           | 21          | "Wonder-ful"                     | Wendey Stanzler     | Brad Falchuk                   | 2. maj 2013          | 4ARC21          | 5.19                            |
| 88           | 22          | "All or Nothing"                 | Bradley Buecker     | Ian Brennan                    | 9. maj 2013          | 4ARC22          | 5.92                            |

### Sæson 5 (2013–14)
| Nr. i serie | Nr. i sæson | Titel                               | Instruktør      | Forfatter                                | Oprindelig sendedato | Produktionskode | Amerikanske seere (i millioner) |
| ----------- | ----------- | ----------------------------------- | --------------- | ---------------------------------------- | -------------------- | --------------- | ------------------------------- |
| 89          | 1           | "Love, Love, Love"                  | Bradley Buecker | Brad Falchuk                             | 26. september 2013   | 5ARC01          | 5.06                            |
| 90          | 2           | "Tina in the Sky with Diamonds"     | Ian Brennan     | Ian Brennan                              | 3. oktober 2013      | 5ARC02          | 4.42                            |
| 91          | 3           | "The Quarterback"                   | Brad Falchuk    | Ryan Murphy, Brad Falchuk og Ian Brennan | 10. oktober 2013     | 5ARC03          | 7.39                            |
| 92          | 4           | "A Katy or a Gaga"                  | Ian Brennan     | Russel Friend & Garrett Lerner           | 7. november 2013     | 5ARC04          | 4.01                            |
| 93          | 5           | "The End of Twerk"                  | Wendey Stanzler | Michael Hitchcock                        | 14. november 2013    | 5ARC05          | 4.22                            |
| 94          | 6           | "Movin' Out"                        | Brad Falchuk    | Roberto Aguirre-Sacasa                   | 21. november 2013    | 5ARC06          | 4.09                            |
| 95          | 7           | "Puppet Master"                     | Paul McCrane    | Matthew Hodgson                          | 28. november 2013    | 5ARC07          | 2.84                            |
| 96          | 8           | "Previously Unaired Christmas"      | Wendey Stanzler | Ross Maxwell                             | 5. december 2013     | 5ARC08          | 3.29                            |
| 97          | 9           | "Frenemies"                         | Bradley Buecker | Ned Martel                               | 25. februar 2014     | 5ARC09          | 2.99                            |
| 98          | 10          | "Trio"                              | Ian Brennan     | Rivka Sophia Rossi                       | 4. marts 2014        | 5ARC10          | 2.68                            |
| 99          | 11          | "City of Angels"                    | Elodie Keene    | Jessica Meyer                            | 11. marts 2014       | 5ARC11          | 2.30                            |
| 100         | 12          | "100"                               | Paris Barclay   | Ryan Murphy, Brad Falchuk og Ian Brennan | 18. marts 2014       | 5ARC12          | 2.80                            |
| 101         | 13          | "New Directions"                    | Brad Falchuk    | Brad Falchuk                             | 25. marts 2014       | 5ARC13          | 2.68                            |
| 102         | 14          | "New New York"                      | Sanaa Hamri     | Ryan Murphy                              | 1. april 2014        | 5ARC14          | 2.59                            |
| 103         | 15          | "Bash"                              | Bradley Buecker | Ian Brennan                              | 8. april 2014        | 5ARC15          | 2.78                            |
| 104         | 16          | "Tested"                            | Paul McCrane    | Russel Friend & Garrett Lerner           | 15. april 2014       | 5ARC16          | 2.44                            |
| 105         | 17          | "Opening Night"                     | Eric Stoltz     | Michael Hitchcock                        | 22. april 2014       | 5ARC17          | 2.45                            |
| 106         | 18          | "The Back-Up Plan"                  | Ian Brennan     | Roberto Aguirre-Sacasa                   | 29. april 2014       | 5ARC18          | 2.41                            |
| 107         | 19          | "Old Dog, New Tricks"               | Bradley Buecker | Chris Colfer                             | 6. maj 2014          | 5ARC19          | 2.10                            |
| 108         | 20          | "The Untitled Rachel Berry Project" | Brad Falchuk    | Matthew Hodgson                          | 13. maj 2014         | 5ARC20          | 1.87                            |

### Sæson 6 (2015)
| Nr. i serie | Nr. i sæson | Titel                                | Instruktør        | Forfatter                                | Oprindelig sendedato | Produktionskode | Amerikanske seere (i millioner) |
| ----------- | ----------- | ------------------------------------ | ----------------- | ---------------------------------------- | -------------------- | --------------- | ------------------------------- |
| 109         | 1           | "Loser Like Me"                      | Bradley Buecker   | Ryan Murphy, Brad Falchuk og Ian Brennan | 9. januar 2015       | 6ARC01          | 2.34                            |
| 110         | 2           | "Homecoming"                         | Bradley Buecker   | Ryan Murphy                              | 9. januar 2015       | 6ARC02          | 2.34                            |
| 111         | 3           | "Jagged Little Tapestry"             | Paul McCrane      | Brad Falchuk                             | 16. januar 2015      | 6ARC03          | 1.98                            |
| 112         | 4           | "The Hurt Locker, Part One"          | Ian Brennan       | Ian Brennan                              | 23. januar 2015      | 6ARC04          | 1.82                            |
| 113         | 5           | "The Hurt Locker, Part Two"          | Barbara Brown     | Ian Brennan                              | 30. januar 2015      | 6ARC05          | 1.85                            |
| 114         | 6           | "What the World Needs Now"           | Barbara Brown     | Michael Hitchcock                        | 6. februar 2015      | 6ARC06          | 1.58                            |
| 115         | 7           | "Transitioning"                      | Dante Di Loreto   | Matthew Hodgson                          | 13. februar 2015     | 6ARC07          | 1.81                            |
| 116         | 8           | "A Wedding"                          | Bradley Buecker   | Ross Maxwell                             | 20. februar 2015     | 6ARC08          | 1.86                            |
| 117         | 9           | "Child Star"                         | Michael Hitchcock | Ned Martel                               | 27. februar 2015     | 6ARC10          | 1.69                            |
| 118         | 10          | "The Rise and Fall of Sue Sylvester" | Anthony Hemingway | Jessica Meyer                            | 6. marts 2015        | 6ARC11          | 1.81                            |
| 119         | 11          | "We Built This Glee Club"            | Joaquin Sedillo   | Aristotle Kousakis                       | 13. marts 2015       |                 |                                 |
| 120         | 12          | "2009"                               |                   |                                          | 20. marts 2015       | 6ARC09          | 2.69                            |
| 121         | 13          | ""Dreams Come True""                 |                   |                                          | 20. marts 2015       | 6ARC13          | 2.54                            |